# دونای سفلی
دونای سفلی (به زبان محلی اَویر (Avir))، روستایی ییلاقی در میان رشته کوه‌های البرز مرکزی از توابع بخش بلده شهرستان نور در استان مازندران ایران است.
روستای دونا در مختصات جغرافیایی به طول ۵۱٫۳۶۴۰۹۰۹۲ و عرض ۳۶٫۱۹۷۵۴۷۷۰ قرار دارد.
روستا از طریق جاده چالوس و اتوبان تهران-شمال به شهرهای شمالی و تهران دسترسی دارد. در حدّ فاصل ۶۳ کیلومتری بخش بلده، در کیلومتر۷۵ جاده چالوس و ۱۳۴ کیلومتری شهرستان نور قرار دارد.

## آب و هوا
دونا دارای آب و هوای خشک و سرد است و در ارتفاع ۲۵۰۰ متری از سطح دریا قرار دارد.

## اقتصاد
دامپروری و کشاورزی منبع اصلی درآمد روستاییان در گذشته بوده‌است که متأسفانه با گسترش شهرنشینی و مهاجرت به شهرها جمعیت ثابت روستا بسیار کاهش یافته‌است.
با توجه به آب و هوای روستا و نزدیکی به کلان‌شهر تهران و کرج و دسترسی عالی به راه‌های مواصلاتی پتانسیل بسیار بالایی در کسب درآمد از گردشگری دارد.

## تاریخچه
از تاریخچه دونا اطلاع دقیقی در درست نیست اما آنچه از آثار به دست آمده در جای جای روستای دونا از جمله گوهردره -زرکوپا-گاه ریا ومحل کنونی مدرسه و… بر می‌آید می‌توان تخمین زد که دونا قدمتی دوسه هزارساله دارد اما براساس مدارکی که در دست است، مبدأ خانوادگی خاندان توکلی نوری را آشیخ علی اکبر توکلی نوری چنین بیان کرده‌است:
شیخ علی اکبر توکلی، قاضی دوران پهلوی اول، دربارهٔ تاریخچه زادگاه خود (دونا) مطالبی به این مضمون نوشته‌است:
در حدود ۴۸۰ سال قبل ودر زمان حکومت شاه اسماعیل صفوی عده ای از ساکنین سرزمین سنقر واقع درکرمانشاه امروز (به رهبری یک عالم روحانی) که در بخش دیناور زندگی می‌کردند، به امید یافتن محلی امن برای زندگی خود و مراتع سر سبز برای احشامشان، از ناحیه غرب به سمت شمال ایران حرکت کردند. مهاجرین پس از مدتها راهپیمایی و بررسی اراضی مسیر حرکت خود و ملاحظه امکانات زیستی، در شمال غربی کوه‌های کندوان، در محلی که مشهور به دره لن می‌باشد، تصمیم به اسکان موقت گرفتند.
حدود ۱۰۰سال بعد تعدادی از خانواده‌های مهاجر تصمیم به اسکان دائم در دره لن گرفتند، به همین دلیل، به دستور ملا یعقوب، شیخ الاسلام و سرپرست خاندانهای مهاجر اقدام به احداث خانه‌هایی با خشت وگل، و همچنین جایگاهی برای احشام خویش کردند.
آنها نام دهکده خود را دینا گذاشتند نامی که بر گرفته از نام زادگاه پدارنشان، دیناور بود.
با گذشت زمان نام دهکده از دینا به دونا تغییر یافت.

## جمعیت
این روستا در دهستان اوزرود قرار دارد و براساس سرشماری مرکز آمار ایران در سال ۱۳۸۵، جمعیت آن ۲۵۶ نفر)(۹۱ خانوار) بوده‌است.

## مشاهیر
- کمال مشحون: کاپیتان تیم ملی بسکتبال ایران در بازی‌های آسیایی ۱۹۵۱ و اولین رئیس فدراسیون بسکتبال جمهوری اسلامی ایران بعد از انقلاب.
- محمود مشحون: بازیکن سابق تیم ملی بسکتبال ایران و رئیس اسبق فدراسیون بسکتبال جمهوری اسلامی ایران.
- بهرام مشحون: فیزیکدان برجستهٔ ایرانی، استاد بازنشستهٔ دانشگاه میزوری آمریکا و استاد مدعو دانشگاه صنعتی شریف می‌باشند.
- مرحوم حاج شیخ احمد شفیعی: مشاور رئیس قوه قضاییه درگذشته ۲۶/ ۱۲/ ۹۶